# 체스 (플라워링 하트)
체스는 《플라워링 하트》의 등장인물이다.

## 캐릭터 소개
처음 등장할 때에는 칸나비스에 의해 플라워링 왕국에서 쫓겨난다. 2기에서는 빛의 마법으로 진아리 일행을 빛의 수호자로 변신시킨다.

## 작중 행적

### 1기
어린 시절부터 차기 국왕 후보로 모두의 사랑을 받고 자랐으나 어느날 계모인 칸나비스 왕비가 절망 에너지를 모아 플라워링 왕국과 인간세계를 공포와 혼란에 빠트리기 위해 반란을 일으키자 체스는 마법세계의 희망의 나무인 하트 플라워가 절망에너지로 인해 오염되는 것을 막기 위해 고군분투하다 칸나비스의 부하들의 공격을 받고 절벽 아래로 떨어진다.
그는 마법계에서 인간계로 추방되면서 하늘에서 떨어져 우연히 지나가던 진아리 일행에게 발견된다. 이 때 그는 저주를 받은 모양인지 악마의 날개가 달린 뚱보 햄스터의 모습이 되어 있었고 아리는 그를 뚱이라고 부른다. 그리고 아리가 선생님으로 변신하여 절망에 빠진 안여린 선생님에게 희망을 주자 잠시 인간의 모습으로 돌아오게된다. 아리 일행은 그가 평범한 인물이 아님을 알고 이후 체스를 둔다.
저주를 받은 터라 뚱보 햄스터로 지내는 일이 많지만 아리 일행이 거듭 사건을 해결하고 희망 에너지를 모을 수록 인간으로 지내는 시간이 점점 더 길어진다. 12화에서 스튜어디스로 변신한 아리가 선우 란의 일을 돕자 본래 제주도행 비행기 한켠에 햄스터 하우스에 들어있다가 마오와의 충돌로 빠져나온 체스는 뜻하지 않게 인간으로 변하고 그때 지나가던 슈엘에게 자신의 존재를 들킬 위기에 처하자 마침 화장실에 있던 아리와 함께 슈엘의 눈을 피해 화장실 안에 숨는다. 그 때 아직 스튜어디스로 변신해있던 아리는 체스에게서 복잡한 감정을 드러낸다.
12화 마지막에는 어느 순간 다시 햄스터로 돌아가지 않게 되었다. 13~14화에서는 모자에 선글라스, 마스크까지 쓰고 최대한 정체를 숨기고다녔다. 아리가 행방불명된 소미를 혼자 찾아다니다 바다에 빠져 위기에 처하자 바다로 들어가 아리를 극적으로 구조했다. 심폐소생술과 인공호흡까지 하지만 트럼프가 나타나자 곧바로 몸을 숨겨야했고 이 때문에 아리는 자신을 구한 사람이 체스가 아닌 트럼프라고 착각한다.
15화에서는 제주도 여행에서 돌아오면서 다시 햄스터로 돌아가버렸다. 슈엘이 유괴범들에게 납치되자 아리, 수하, 민이 경찰관으로 변신해 유괴범들의 아지트를 발견했는데 이때 아리가 체스를 배수관 안으로 들어가게하여 반대편에 위치한 슈엘이 감금된 방을 발견하고 이후 아리 일행이 슈엘을 무사히 구조한다.
17화에서는 아리 일행이 민의 집에서 민의 동생들을 돌보던 중에 슈엘이 민의 막내 여동생인 금이&은이가 먹을 이유식에 소금을 마구 뿌려넣는 것을 보고 이를 막으려하지만 민의 큰 남동생 건이&강이에 의해 상자속에 갇히고만다. 이후 다같이 낮잠에 빠져드는데 도중에 목말라서 물을 마시려하지만 컵의 무게를 견디다 못해 아리 위에 물을 쏟고말았지만 나름대로 아리 일행 곁에서 열심히 도왔다.
도중에 개입한 트럼프가 건이&강이와 사이좋게 노는 모습을 보고 트럼프에게 저렇게 해맑게 웃는 아이들에게 절망을 심어주는 것은 당장 그만두고 너도 이제 너 자신의 행복을 찾아라고 충고하였다. 이때 트럼프는 뚱이의 정체를 모르고있으나 어렸을적 자신에게 비슷한 말을 한 체스를 떠올리고 그의 정체를 의심하기 시작한다.
19화에서는 아리 일행과 같이 놀이공원에 놀러갔다. 아리 일행이 동물 인형 옷을 입을 때 자신은 곰 역이 되어 아이들의 많은 관심을 받았다. 되려 자신은 지쳐서 쉬려고 하는데 아리가 체스를 데리고 회전목마, 범퍼카, 롤러코스터, 공중그네 등 이곳저곳을 돌면서 즐거운 시간을 보낸다. 이후 아리랑 같이 대관람차를 타려고하는데 아리가 솜사탕이 먹고싶다고 하자 솜사탕을 사려고 자리를 비우는 사이에 트럼프가 아리 앞에 나타나 아리와 함께 대관람차에 탑승하게 되고 뒤늦게 솜사탕을 사고 온 체스가 이 광경을 목격하며 복잡한 마음을 드러낸다.
20화에서 전기수리공으로 위장한 슈엘이 전력장치를 건드리는 바람에 전력이 차단된 대관람차가 화재에 휩싸여 그곳에 갇힌 아리와 트럼프가 위기에 처하고 체스는 아무것도 할 수 없는 상황에서 수하와 민에게 맡긴다. 다행히 수하와 민이 소방구조대원으로 변신해 아리와 트럼프를 구출하고 놀이공원에 모인 사람들로부터 대량의 희망에너지를 모음으로써 아리 일행과 미소를 나눈다. 비록 아리랑 대관람차를 같이 못탄 것은 아쉬워도 아리가 무사하니 그걸로 만족했다. 하지만 자신의 모습을 트럼프에게 들키면서 그의 흑화를 예고했다.
21화에서는 놀이공원에서 돌아온 이후로 다시 햄스터 상태다. 만약 어떤 여자아이가 뚱이에게 좋아한다고 고백하면 어떻게 대답할거냐는 아리의 질문에 그거야 사람에 따라 다르겠지라고 간단하게 말하는데 혹시 자신을 좋아한게 된게 아닐까 생각한다.
아리가 트럼프에게 고백데이 날 만나자는 약속을 하고 체스 몰래 수하, 민과 함께 대단한 준비를 하자 체스는 혹시 아리가 고백데이에 자신에게 고백하는거 아니냐고 순진하게 착각을 한다. 아리는 고민상담부를 예쁘게 꾸미고 음식을 만들지만 잠깐 자리를 비운 사이에 슈엘의 방해로 모든 것이 엉망이 되어버린다. 준비했던 모든게 수포로 돌아가자 아리는 충격에 빠져 트럼프와의 데이트 일정을 취소하고 집으로 돌아가 슬픔에 잠긴다. 그제서야 체스도 현재의 상황을 깨달았다. 우는 아리의 모습을 보면서 오히려 자신이 더 울고싶은 심정을 느꼈다.
저녁 늦게까지 홀로 비맞으면서 홀로 공원에서 기다리던 아리가 트럼프가 오지 않은 것에 끝내 눈물을 흘리자 체스가 웃도리를 벗어 아리의 몸에 걸쳐주고 위로해주었다. 하지만 아리에게 공원에서 만나자는 약속 메시지를 슈엘의 방해때문에 받지못하고 방황하던 트럼프가 마오의 제보로 간신히 공원에 도착했지만 이미 아리가 체스랑 같이 있는 모습을 보고 증오심을 느끼고말았다. 체스는 단지 아리를 위로하는 것뿐이지만 트럼프는 자신이 좋아하는 아리를 체스에게 빼앗길까봐 두려워하고있다. 세 사람 모두 이날 큰 상처를 입었다
아리가 집으로 돌아가던 중에 주인 잃은 유기견 뭉치를 발견하고 그를 집으로 데려갈때 아리가 원래 집에서 그리고있던 애완견 해피의 과거를 듣게된다. 그리고 해피와 마찬가지로 유기견들이 모인 유기견보호센터로 가 아리 일행을 돕는다.다시 햄스터에서 인간으로 돌아올때 우연히 슈엘과 마주치고 슈엘은 체스에게도 연민을 느끼지만 체스는 오랜만에 보는 슈엘을 동생 이상으로 생각하지 않는다. 그리고 체스도 슈엘이 그간 저지른 악행 때문에 도저히 슈엘을 좋아할 수가 없는 입장이라 더욱 화가 난 슈엘은 이 모든 게 아리 탓이라며 아리를 절망에 빠뜨리고자 아리의 애완견인 해피를 플라워링 왕국에 숨기려다가 뒤에 온 트럭에 해피가 치이는 사건이 벌어진다.
드디어 인간 모습으로 트럼프와 재회를 하는데 트럼프는 체스를 보면서도 태연한 척했다. 그런 트럼프의 뻔뻔한 모습에 화가 난 체스는 트럼프의 멱살을 잡았고 트럼프는 자신은 어떻게든 절망에너지를 모을 것이고 체스와 적이 될 것임을 선언했다.
아리가 슈엘의 진실을 듣고 충격을 받은 나머지 절망 에너지를 발산하면서 폭주를 일으키다가 해피의 신음소리를 듣고 쓰러진 후 집에서 다시 의식을 되찾았을 때 체스는 슈엘이 자신과 같은 플라워링 왕국 출신이고 본래 착한 아이였다는 것을 고백했다. 그런데 지금까지 진실을 숨기고있었던 것도 슈엘이 아리 일행과 친구가되면 다시 착해질 수 있을 것이라 생각했는데 오히려 이것은 체스의 오산이었다. 뒤늦게나마 슈엘의 비밀을 알게 된 아리는 슈엘에 대한 배신감보다도 걱정이 앞섰다.
슈엘의 희생으로 해피가 회복하여 아리 앞에 나타나자 미스테리 퍼퓸이 파괴된 흔적을 발견한 체스는 향기만으로 슈엘의 용기있는 행동을 알게 되었다. 그리고 슈엘이 아리 일행과 화해하고 개심하는 모습을 훈훈하게 바라보다가 곧바로 뒤에 나타난 트럼프를 향해 적의를 드러낸다.

### 2기
체스는 저주가 풀려지지 않은 채, 여전히 뚱이 상태로 있었고, 슈엘과 체스는 불꽃놀이가 끝나던 그날 밤, 트럼프가 칸나비스의 명령으로 은밀히 절망에너지를 모으고 있었던 사실을 아리일행에게 털어 놓는다
학예 발표회 때 나래가 행방불명되어 아리와 함께 나래를 찾다가, 트럼프가 저주의 마법 목걸이를 사용하여 와이즈를 소환해 최도진 선생님을 조종했던 것을 눈치챈다.
아리가 하수구 밑에서 창고 열쇠를 발견하고는, 뚱이 상태로 하수도에 들어가 창고 열쇠를 찾아내고, 학교 선생님으로 변신했던 아리에게 쥬얼백의 에너지를 사용하면 사라진 나래의 행방을 찾을 수 있을 것이라며 조언해주기도 한다.진아리 일행의 도움으로 학예 발표회를 무사히 끝내고, 나래의 고민이 무사히 해결된 줄 알았던 그때 슈엘과 함께 강력한 마법의 기운을 감지하지만, 최도진 선생님을 조종하던 와이즈가 어둠의 마법으로 무대를 난장판으로 만들자, 파괴된 건물의 잔해물들이 아리 일행을 공격하는 도중 온몸을 던져 진아리 일행을 구해주기도 한다.
어둠의 마법을 사용한 범인이 트럼프란 사실을 당분간 슈엘과 단둘만이 아는 비밀로 숨기기로했다.
공사 현장에서 공룡화석을 발견한 동우가 절망에 빠진 것을 본 수하와 슈엘이 고생물학자, 아리와 민이가 리포터로 변신해 희망을 찾게 만든다. 동우가 희망을 찾은 후에 다시 인간으로 돌아와 동우를 절망에 빠뜨리려했던 공사 인부들이 트럼프의 어둠의 마법에 조종당했다는 것을 알고 이번에도 자신의 빛의 마법을 개방하여 어둠의 마법에 조종당한 공사 인부들을 정화 시키지만, 체스는 이 모든 사건이 트럼프와 관련되어 있을거라는 의문을 품게된다.
뚱이 상태로 아리 일행과 함께 지호의 패션쇼를 관전 중에 어둠의 마법을 감지하고 트럼프와 마오가 있는 쪽으로 날아갔지만 트럼프는 들키지 않으려고 몸을 숨겼기 때문에 찾지 못했다. 도중에 지호가 패션 디자이너로 변신한 아리와 같이 일을 하면서 희망을 되찾는 바람에 다시 원래 모습으로 돌아갔고 사람들 이목을 피하기 위해 얼떨결에 패션 모델이 패션 쇼를 하기 위해 나가는 무대 뒷편 마네킹들 사이에 몸을 숨겼지만, 아리 일행은 지호가 우연히 마네킹들 사이에 몸을 숨긴 체스의 모습을 목격하게 된다.
체스는 나가는게 부끄러웠지만 아리가 강제로 참가하겠다고 지호에게 의사를 밝히자 어쩔 수 없이 협력하게 되고, 지호가 제작한 의상 중에 리본을 탄 정장을 입고 수하의 메이크업을 받은채 마지막으로 런웨이에 섰는데 처음에 바닥 위에 터진 비눗방울 흔적 때문에 미끄러질 뻔 했지만 침착하게 일어선다.마지막 순서에서 민과 슈엘과 같이 설 때 트럼프의 방해로 갑자기 과열된 조명등이 깨지는 상황이 발생했지만, 정신을 잃고 쓰러진 슈엘을 공주님 안기 포즈로 감싸 안은 채 키스를 하는 듯한 연출을 자아내며 관객들의 극찬을 받았다. 덕분에 지호 팀은 95점이라는 최고 점수를 받아 우승을 차지했고, 트럼프에게 조종을 당해 지호를 방해했던 수석 디자이너가 도망치려하자, 이를 눈치챈 체스는 아리 일행과 함께 힘을 합쳐 그를 빛의 마법으로 정화시켰다.
편의점에서 나오는 희망 에너지를 보고 실컷 놀기만 한 아리, 수하, 민에게 너희들도 좀 분발하라고 말했다.
아리 일행과 함께 구승리 감독님, 안여린 선생님이 선수로 속한 썬더스톰 야구단과 레드 페퍼스 팀간의 여성 야구 경기를 관전하러 가지만 레드 페퍼스는 리그 우승의 상위팀이었고 전략 차도 꽤 나는지라 시작도 하기 전에 썬더스톰 야구단이 절망하는 것을 감지한다.
치어리더로 변신한 아리, 수하, 슈엘의 응원으로 썬더스톰 야구단이 희망을 갖고 선전을 펼친다. 그 과정에서 체스도 아무도 없는 곳에 숨어 겨우 원래 모습으로 돌아온다.
숨어서 경기를 지켜보다가 민이의 홈런이 3점 홈런으로 동점으로 따라붙기에 그치자 만루 홈런으로 역전의 희망을 막아낸 데에 트럼프가 어둠의 마법을 사용하고 있다는 것을 슈엘과 함께 간파했다. 그래도 안여린 선생님의 활약으로 썬더스톰이 7:6으로 승리를 거두자, 아리 일행과 함께 레드 페퍼스에게 깃든 어둠의 마법을 정화하는데 성공하고 대량의 희망 에너지를 마법계로 전송했다.
꽃망울 초등학교 5, 6학년의 경주 수학여행날에 아리가 잔뜩 가져온 과자를 훔쳐 먹으려다 아리에게 혼쭐이 나게 된다. 민이와 슈엘이 태종 무열왕릉에 도착하자 인증 사진을 직접 찍어주지만, 진아리 일행의 수학여행을 방해하기 위해 경주에 나타난 오셀로의 범행으로 우물 속에서 해충들이 튀어나오면서 소란이 일어나자 이번 사건을 또 트럼프가 일으킨게 아닐까 의심한다.
해충전문가로 변신한 민과 슈엘이 해충을 퇴치하면서 위기를 모면했다. 정작 트럼프는 아리 곁에 가만히 있었을 뿐이지만 이제 아리에게 트럼프의 진실을 이야기 할 때라며 아리의 귓가에 속삭이지만 오히려 아리에게 방해된다며 날아가버렸다. 그후 아리 일행의 화랑 체험 현장에 다시 불쑥 나타나 아리가 과녁이 아닌 멀리 쏜 화살을 가지고 왔다.
오셀로의 음모로 석굴암 속에 아이들이 갇히지만 수하가 고고학자로 변신하여 석굴암의 비밀통로로 아이들을 탈출시킨다. 마지막으로 수하가 사다리를 타고 올라갈때 밧줄이 끊어지면서 아래로 떨어지지만 체스가 손잡아서 수하를 공주님 안기로 받는다. 수하의 허리춤에 있던 장비를 타고 수하를 끌어안으며 무사히 탈출하는데 성공하고, 사건 해결 후 여행의 마지막 밤 캠프 파이어에서 일행에 끼지 않고 별자리를 감상한다. 그러던 중 체스가 신경쓰인 수하가 말을 걸자 밤하늘에 반짝이는 별자리에 대해 묻는다. 수하 본인은 모른다며 답을 피한다. 그러자 이번엔 수하의 얼굴이 빨갛다며 지적하지만 수하는 캠프 파이어 때문에 그렇다고 변명한다.
그동안 절망 에너지 사건을 일으킨 범인이 트럼프란 사실을 알았을 때 뚱이 상태로 모두에게 주의를 주었다.이후 아리 일행의 도움과 자신의 노력으로 인공위성 드림호의 탑승 체험자로 선정된 김유니의 초대를 받고 항공 우주연구소로 향했다. 무중력 공간 체험 코스에서 만난 한울에게서 나온 희망 에너지 때문에 그 자리에서 바로 인간의 모습으로 돌아와 버리는데 조금 전까지 없었던 사람이 갑자기 튀어나온 바람에 모두가 황당했지만 아리가 멋대로 따라온 오빠라고 둘러댔다. 그후 트럼프에게 조종당한 한울이 멋대로 우주선을 발사한 바람에 같이 탑승한 유니는 물론 관제실에 있던 연구원들까지 절망에 빠지는 것을 목격한다.
희망호를 타고 우주로 날아간 아리 일행을 관제실에서 지켜보다가 빛의 마법이 필요하다는 수하의 요청을 받고 밖으로 나가 빛의 마법을 호출했다. 트럼프의 어둠의 마법으로 폭주한 한울을 정화하고 유니와 함께 희망호에 태운 채로 수하, 민, 슈엘 3명은 무사히 지구로 귀환했지만 한울과 싸우느라 드림호 내벽에 부딪히는 바람에 추진기가 고장난 아리는 날아오는 운석을 피하다가 드림호 외벽에 다시 부딪혀 산소 부족으로 우주에서 죽게 될 위기에 처했다.
트럼프에 관한 일로 아리와 싸우고 가출한다. 수하의 집에 방문하여 수하에게 자신이 머무를 수 있게 해달라고 부탁한다. 수하가 체스를 위해 햄스터집을 만들어주자 난감해하지만 만들어준 수하의 정성을 생각하여 마음에 드는 척 한다. 열심히 공부를 하는 수하의 모습을 보면서 아리는 다르다며 평가하지만, 너무 진지한 분위기인 탓에 허기에도 방해하지 못하다가 꼬르륵 소리 때문에 들킨다. 수하가 해준 스파게티를 맛있게 먹거나 설거지나 TV를 보면서 같이 시간을 보내는 와중 수하의 몸상태에 문제가 있다 생각하여 병원에 갈 것을 재촉하지만 병원에서 문제가 없다는 말을 듣는다. 정류장에서 수하에게 동물원에 갈 것을 제안하는데 이로 인해 수하가 희망에너지를 뿜어내어 체스는 인간 모습으로 돌아온다. 버스에서 수하와 민의 통화를 엿듣다가 아리에게 자신은 화해할 생각없으니 억지로 사과하지마라면서 통화를 끊어버린다. 이후 동물원을 돌아다니면서 수하와 단둘이 데이트를 한다.
조종당한 상태에서도 아기 하마를 기억하려는 노력으로 어둠의 마법에 맞서는 어미 하마의 장한 모습을 바라보았다. 다행히 아리, 민, 슈엘이 도와주러 오면서 사건 해결되었지만 집으로 돌아갔던 수하의 몸에서 절망 에너지가 나타나고 있다는 것도 모른 체, 아리의 곁으로 돌아갔다.
트럼프가 안여린과 구승리의 결혼식을 방해할 계획을 세울 때 슈엘과 함께 그를 막아섰다. 그러나 트럼프는 태연한 척 웃긴 햄스터의 모습으로 뭘 할 수 있을까라고 도발하고 사라졌다. 이후 테이블 마술 연습을 하던 아리가 계속 실수만 하자 체스가 신경을 써주는데 그걸 뒤에서 본 수하의 표정은 조금씩 어두워져갔다.
트럼프가 비둘기떼를 까마귀떼로 흑화시켜 결혼식이 열리는 학교 강당을 습격하게 했지만 아리, 수하, 민이 마술사로 변신해 엉망이 된 결혼식장을 다시 화려하게 복구시키는 환상의 마술쇼를 펼치며 분위기를 반전시켰다.
크리스마스가 다가오자 체스는 아리 일행과 함께 크리스마스 파티를 하기 위해 가게에서 케이크를 사려하지만, 수하는 파티에 참석하지 않겠다며 집으로 돌아가버리고 아리는 수하가 자신 때문에 화가 났다고 생각한 나머지 체스와 함께 수하에게 카드를 전해주러 수하의 집을 찾아 가지만, 아리의 대답에도 아무런 말도하지 않던 수하를 걱정하게 된다. 한편, 트럼프가 마을 중앙광장에서 어둠의 마법을 사용하여 마을 광장을 혼란에 빠트리자 쥬얼백의 신호를 듣고 다급해진 아리는 슈엘,선우민과 연락하여 마을 중앙 광장으로 출동한 사이, 아리일행과 함께 광장에서 합류하자는 부탁을 받고 수하네 집을 찾아간 체스는 광장에 절망에너지가 퍼지고 있다는 소식을 알리지만, 수하가 고개를 저으며 자신은 나서지 않겠다고 거절하려 하자, 체스는 아리일행과 자신한테는 수하가 필요하다며 끝까지 수하를 설득하게 되고 체스의 말에 정신을 차리게 된 수하는 체스와 함께 서둘러 마을 중앙 광장으로 향한다.
수하는 아리 일행과 합류하기 전에 바로 파티시엘로 변신했고 체스도 햄스터가 아닌 인간 모습으로 수하와 함께 엉망이 된 축제 광장에 왔다. 수하는 아직 아리와 화해하지 않은 상황이지만 일단 일부터 해결하는게 급선무라 빵과 과자로 크리스마스 트리를 새로 만드는 아이디어를 내놓고 곧바로 작업에 착수했다.
수하는 자신이 체스를 좋아한다는 사실을 모두에게 고백했고 체스와의 관계가 더욱 발전할 수 있게 어디 놀러가기로 제안했다. 마침 독일에 계신 아버지가 F1 레이스를 관람차 잠시 귀국하는 관계로 수하는 아버지를 만나러가야했고 체스도 나머지 일행과 함께 따라간다. 그곳에서 수하의 아버지와 르네, 그리고 수하 아버지가 다니는 회사가 스폰서를 맡고있던 레이서 김경연 선수와 만난다. 경연의 차량을 신기한 눈으로 바라보는데 체스의 고향인 플라워링 왕국에는 볼 수 없는 탈 것이기 때문이다. 이후 경연의 연습 주행을 관람하는데 콜드맨이 의도적으로 경연의 트라우마를 다시 떠올리게 공작을 펼치는 바람에 경연이 절망에 빠지는 모습을 심각하게 바라보았다.
경연을 돕기위해 수하가 레이서로, 나머지 3명이 피트크루로 변신하여 레이싱 경기에 참가한다. 이때 체스는 누구보다 더 수하를 걱정했지만 수하는 콜드맨을 이기는 활약을 펼치고 덕분에 경연이 경기에서 우승할 수 있었다. 수하가 완주하자 체스가 먼저 마중 나왔고 이후 어둠의 마법에 걸린 콜드맨을 정화했다.
체스의 충고를 듣고 수하가 용기를 내어 르네와 재혼을 하게 된 아버지의 새로운 행복을 빌어준다. 체스는 그 모습을 보며 마음 놓고 있는데, 갑자기 하늘이 먹구름으로 뒤덮으면서 트럼프가 스스로 어둠의 마법을 폭주시키자 수하와 함께 아리, 민, 슈엘이 있는 곳으로 서둘러 달려간다. 이때 본래는 체스가 있어야 발동되던 빛의 마법을 아리가 혼자 구사하는 경지에 이르게되자 아리에게 뭔가 특별한 게 있다고 생각한다. 어쨌든 아리가 빛의 수호자로 변신하여 어둠의 목걸이를 파괴하고 트럼프를 속박에서 해방시킨다. 그제서야 희망을 깨달은 트럼프를 보고 체스도 미소를 짓고 이제 트럼프와 예전에 사이좋았던 형제로 다시 돌아갈 수 있다고 생각하는 그 때, 칸나비스가 나타나 의식을 잃은 트럼프를 플라워링 왕국으로 강제 소환해 간다.

## 다른 캐릭터들과의 관계
- 슈엘 : 어릴 때부터 친하게 지낸 동생
- 트럼프 : 아끼는 동생
- 진아리, 우수하, 선우민 : 친구

## 같이 보기
- 슈엘
- 진아리
- 우수하
- 선우민